# Aphypia longipennis
Aphypia longipennis är en insektsart som beskrevs av Melichar 1908. Aphypia longipennis ingår i släktet Aphypia och familjen vedstritar. Utöver nominatformen finns också underarten A. l. pallida.